# FAMAS Award voor beste mannelijke bijrol
De FAMAS Award voor beste mannelijke bijrol is een van jaarlijkse FAMAS Awards en wordt uitgereikt aan de Filipijnse acteur die volgens de leden van de Filipino Academy of Movie Arts and Sciences de beste bijrol van het voorgaande kalenderjaar speelde. Voor de prijs worden gewoonlijk vijf acteurs genomineerd. Tijdens de jaarlijkse prijzenavond (Gabi ng Parangal) wordt bekendgemaakt wie van deze vijf acteurs de prijs wint.

## Winnaars
- 1953 - Gil de Leon
- 1954 - Leroy Salvador
- 1955 - Ruben Rustia
- 1956 - Panchito Alba
- 1957 - Ramon D'Salva
- 1958 - Eddie Garcia
- 1959 - Eddie Garcia
- 1960 - Eddie Garcia
- 1961 - Oscar Keesee jr.
- 1962 - Oscar Keesee jr.
- 1963 - Lou Salvador jr.
- 1964 - Lito Anzures
- 1965 - Oscar Roncal
- 1966 - Paquito Diaz
- 1967 - Eddie Garcia
- 1968 - Rod Navarro
- 1969 - Fred Galang
- 1970 - Eddie Garcia
- 1971 - Amado Cortez
- 1972 - Max Alvarado
- 1973 - Nick Romano
- 1974 - Eddie Garcia
- 1975 - Van de Leon
- 1976 - Tommy Abuel
- 1977 - Leopoldo Salcedo
- 1978 - Mat Ranillo III
- 1978 - George Estregan
- 1980 - Leroy Salvador
- 1981 - George Estregan
- 1982 - Tommy Abuel
- 1983 - Juan Rodrigo
- 1984 - Vic Silayan
- 1985 - Celso Ad. Castillo en Tony Santos sr.
- 1986 - Dante Rivero
- 1987 - Michael de Mesa
- 1988 - Jay Ilagan
- 1989 - Miguel Rodriguez
- 1990 - Ricky Davao
- 1991 - Edu Manzano
- 1992 - Eric Quizon
- 1993 - Gabby Concepcion en Eddie Gutierrez
- 1994 - Ronaldo Valdez
- 1995 - Dick Israel
- 1996 - Jinggoy Estrada
- 1997 - Joel Torre
- 1998 - Herbert Bautista
- 1999 - Jaime Fabregas
- 2000 - Raymond Bagatsing
- 2001 - Jeffrey Quizon
- 2002 - Carlo Munoz
- 2003 - Piolo Pascual
- 2004 - Mark Gil
- 2005 - Dennis Trillo
- 2006 - John Lloyd Cruz
- 2007 - Allen Dizon
- 2008 - Mon Confiado
- 2009 - German Moreno - Paupahan
- 2010 - Emilio Garcia - Sagrada Familia
- 2011 - Allen Dizon - Sigwa
- 2012 - Baron Geisler - Manila Kingpin: The Asiong Salonga Story
- 2013 - Cesar Montano - El Presidente
- 2014 - Pen Medina - 10000 Hours
- 2015 - Gabby Eigenmann - Asintado